# Витязево (Костромская область)
Витязево — деревня в Красносельском районе Костромской области. Входит в состав Сидоровского сельского поселения.

## География
Находится в юго-западной части Костромской области менее чем в 1 км от правого берега Волги на расстоянии приблизительно 4 км на юг по прямой от районного центра поселка Красное-на-Волге.

## История
Известна с 1872 года, когда здесь было учтено 22 двора, в 1907 году отмечено было 40 дворов.

## Население
Постоянное население составляло 123 человека (1872 год), 168 (1897), 169 (1907), 46 в 2002 году (русские 93 %), 18 в 2022.